# アンシュッツ (銃器メーカー)
アンシュッツ(Anschütz)は、ドイツの銃器メーカー。正式名称は"J. G. ANSCHÜTZ GmbH & Co. KG"。主にライフル銃を製造・販売しており、特に競技用ライフルが有名。
エア・ライフル競技ではファインベルクバウ(Feinwerkbau)社の製品が優勢であるが、特にスモール・ボア・ライフル及びバイアスロン競技においては世界的にも圧倒的と言ってよいシェアを誇る。 
1856年、ユリウス・ゴットフリート・アンシュッツ(Julius Gottfried Anschütz)が創業。本社はウルム。
本社は第二次世界大戦前は現在のテューリンゲン州にあるZella-Mehlis市（旧東独ズール県）にあったが大戦後にその地がソ連統治になることになった為ウルムに本社を移転した。

## 代表的な製品

### 競技銃(エアライフル)
- Anschütz LG380　※レバー・スプリング式
- Anschütz 2001　※ポンプ式
- Anschütz 2002　※圧縮空気式 & ポンプ式
- Anschütz 8002,8002-S2　※圧縮空気式
- Anschütz 9003,9003-S2 PRECISE　※圧縮空気式
- Anschütz 9015　※圧縮空気式

### 競技銃(22口径ライフル)
- Anschütz 1903
- Anschütz 1907
- Anschütz 1912
- Anschütz 1913
- Anschütz 1914
- Anschütz 1918
- Anschütz 2012
- Anschütz 2013
- Anschütz 2018 PRECISE
- Anschütz 1827 Fortner　※バイアスロン専用銃(5連弾倉)
- アンシュッツ MSR

### 競技銃(エアピストル)
- Anschütz M10
- Anschütz LP-@　※圧縮空気式